# Ida di Schaumburg-Lippe
Ida Matilde Adelaide di Schaumburg-Lippe (Bückeburg, 28 luglio 1852 – Greiz, 28 settembre 1891) fu la consorte di Enrico XXII, Principe Reuss di Greiz dal 1872 fino alla sua morte. Era la madre di Erminia di Reuss-Greiz, seconda moglie di Guglielmo II, l'ultimo imperatore germanico.

## Famiglia ed infanzia
Era figlia di Adolfo I, principe di Schaumburg-Lippe e di sua moglie la principessa Erminia di Waldeck e Pyrmont. Tra i suoi fratelli e sorelle vi furono Giorgio, principe di Schaumburg-Lippe ed il principe Adolfo di Schaumburg-Lippe, marito della principessa Vittoria di Prussia.
Nonostante i loro nobili natali, Ida ed i suoi fratelli e sorelle furono allevati molto semplicemente; un rapporto affermava che "sapevano di più sulla cucina di molte donne di grado inferiore". Ida fu anche ben educata, ed era in grado di tenere una sua propria discussione sulla filosofia e la scienza con i dotti nel suo principato.

## Matrimonio e figli
L'8 ottobre 1872, Ida sposò Enrico XXII, principe sovrano di Reuss da quando raggiunse l'età adulta nel 1867. Di conseguenza, Ida diventò la sua consorte con il titolo di Sua Altezza Serenissima La principessa Reuss di Greiz.
Ebbero sei figli:
- Enrico XXIV, principe Reuss di Greiz (1878–1927)
- Principessa Emma (1881–1961) ∞ (1903) Graf Erich von Ehrenburg (1880–1930)
- Principessa Maria (1882–1942) ∞ (1904) Freiherr Ferdinand von Gnagnoni (1878–1955)
- Principessa Carolina (1884–1905) ∞ (1903) Guglielmo Ernesto, granduca di Sassonia-Weimar-Eisenach (1876–1923)
- Principessa Erminia (1887–1947) ∞ I. (1907) principe Giovanni Giorgio di Schoenaich-Carolath (1873–1920); ∞ II. (1922) Ex-imperatore Guglielmo II (1859–1941)
- Principessa Ida (1891–1977) ∞ (1911) Fürst Christoph Martin III. zu Stolberg-Roßla (1888–1949)

## Un piccolo incidente diplomatico
Suo marito fu ambasciatore tedesco a Vienna per un certo numero di anni. Un piccolo incidente diplomatico si verificò quando Ida e suo marito stavano dando un ricevimento presso l'Ambasciata tedesca il 12 febbraio 1891. Il ministro rumeno Theodore de Vacareso partecipò alla riunione, anche se l'invito era stato concesso al figlio Rodolfo, che è rimasto un addetto alla Legazione rumena. Rodolfo partecipò a prescindere, ed Ida gli chiese perché era lì senza un invito. Quando Ridolfo chiese se la  domanda fosse un suggerimento di lasciare il ricevimento, Ida rispose: "Sì, questo è ciò che si intende". Suo padre, appena sentito l'affronto, entrò in una discussione animata con Enrico; la loro discussione si concluse con Theodore che promise di "approfondire la questione" e "chiedere un risarcimento". Padre e figlio partirono per Bucarest subito dopo, dove riportarono la vicenda a re Carol. 
L'incidente fu al centro delle discussioni negli ambienti diplomatici di Vienna per settimane, in quanto portò alle dimissioni del ministro Theodore de Vacareso.

## Morte
Ida morì il 28 settembre 1891, all'età di 39 anni, a Schleiz. Fu ben amata, uno dei pochi membri di una famiglia reale tedesca a godere di questa popolarità.

## Titoli e trattamento
- 28 luglio 1852  – 8 ottobre 1872: Sua Altezza Serenissima Principessa Ida di Schaumburg-Lippe[2]
- 8 ottobre 1872 – 28 settembre 1891: Sua Altezza Serenissima La Principessa Reuss di Greiz

## Ascendenza
|                                         |                                |                                                      | Genitori                                        |  |  | Nonni |  |  | Bisnonni                       |  |  | Trisnonni                             |  |
|                                         |                                |                                                      |                                                 |  |  |       |  |  | Filippo II di Schaumburg-Lippe |  |  | Federico Ernesto di Lippe-Alverdissen |  |
|                                         |                                |                                                      |                                                 |  |  |       |  |  | Filippo II di Schaumburg-Lippe |  |  | Federico Ernesto di Lippe-Alverdissen |  |
|                                         |                                | Dorotea Amalia di Schleswig-Holstein-Sonderburg-Beck |                                                 |  |  |       |  |  | Filippo II di Schaumburg-Lippe |  |  |                                       |  |
| Giorgio Guglielmo di Schaumburg-Lippe   |                                |                                                      |                                                 |  |  |       |  |  | Filippo II di Schaumburg-Lippe |  |  |                                       |  |
|                                         |                                | Giuliana d'Assia-Philippsthal                        | Guglielmo d'Assia-Philippsthal                  |  |  |       |  |  |                                |  |  |                                       |  |
|                                         |                                | Giuliana d'Assia-Philippsthal                        | Guglielmo d'Assia-Philippsthal                  |  |  |       |  |  |                                |  |  |                                       |  |
|                                         |                                | Giuliana d'Assia-Philippsthal                        | Ulrica Eleonora d'Assia-Philippsthal-Barchfeld  |  |  |       |  |  |                                |  |  |                                       |  |
| Adolfo I di Schaumburg-Lippe            |                                | Giuliana d'Assia-Philippsthal                        |                                                 |  |  |       |  |  |                                |  |  |                                       |  |
|                                         |                                | Giorgio I di Waldeck e Pyrmont                       | Carlo Augusto Federico di Waldeck e Pyrmont     |  |  |       |  |  |                                |  |  |                                       |  |
|                                         |                                | Giorgio I di Waldeck e Pyrmont                       | Carlo Augusto Federico di Waldeck e Pyrmont     |  |  |       |  |  |                                |  |  |                                       |  |
|                                         |                                | Giorgio I di Waldeck e Pyrmont                       | Cristiana Enrichetta del Palatinato-Zweibrücken |  |  |       |  |  |                                |  |  |                                       |  |
| Ida di Waldeck e Pyrmont                |                                | Giorgio I di Waldeck e Pyrmont                       |                                                 |  |  |       |  |  |                                |  |  |                                       |  |
|                                         |                                | Augusta di Schwarzburg-Sondershausen                 | Augusto II di Schwarzburg-Sondershausen         |  |  |       |  |  |                                |  |  |                                       |  |
|                                         |                                | Augusta di Schwarzburg-Sondershausen                 | Augusto II di Schwarzburg-Sondershausen         |  |  |       |  |  |                                |  |  |                                       |  |
|                                         |                                | Augusta di Schwarzburg-Sondershausen                 | Cristina Elisabetta di Anhalt-Bernburg          |  |  |       |  |  |                                |  |  |                                       |  |
| Ida di Schaumburg-Lippe                 |                                | Augusta di Schwarzburg-Sondershausen                 |                                                 |  |  |       |  |  |                                |  |  |                                       |  |
|                                         | Giorgio I di Waldeck e Pyrmont | Carlo Augusto Federico di Waldeck e Pyrmont          |                                                 |  |  |       |  |  |                                |  |  |                                       |  |
|                                         | Giorgio I di Waldeck e Pyrmont | Carlo Augusto Federico di Waldeck e Pyrmont          |                                                 |  |  |       |  |  |                                |  |  |                                       |  |
|                                         | Giorgio I di Waldeck e Pyrmont | Cristiana Enrichetta del Palatinato-Zweibrücken      |                                                 |  |  |       |  |  |                                |  |  |                                       |  |
| Giorgio II di Waldeck e Pyrmont         | Giorgio I di Waldeck e Pyrmont |                                                      |                                                 |  |  |       |  |  |                                |  |  |                                       |  |
|                                         |                                | Augusta di Schwarzburg-Sondershausen                 | Augusto di Schwarzburg-Sondershausen            |  |  |       |  |  |                                |  |  |                                       |  |
|                                         |                                | Augusta di Schwarzburg-Sondershausen                 | Augusto di Schwarzburg-Sondershausen            |  |  |       |  |  |                                |  |  |                                       |  |
|                                         |                                | Augusta di Schwarzburg-Sondershausen                 | Cristina Elisabetta di Anhalt-Bernburg          |  |  |       |  |  |                                |  |  |                                       |  |
| Erminia di Waldeck e Pyrmont            |                                | Augusta di Schwarzburg-Sondershausen                 |                                                 |  |  |       |  |  |                                |  |  |                                       |  |
|                                         |                                | Vittorio II di Anhalt-Bernburg-Schaumburg-Hoym       | Carlo Luigi di Anhalt-Bernburg-Schaumburg-Hoym  |  |  |       |  |  |                                |  |  |                                       |  |
|                                         |                                | Vittorio II di Anhalt-Bernburg-Schaumburg-Hoym       | Carlo Luigi di Anhalt-Bernburg-Schaumburg-Hoym  |  |  |       |  |  |                                |  |  |                                       |  |
|                                         |                                | Vittorio II di Anhalt-Bernburg-Schaumburg-Hoym       | Amalia Eleonora di Solms-Braunfels              |  |  |       |  |  |                                |  |  |                                       |  |
| Emma di Anhalt-Bernburg-Schaumburg-Hoym |                                | Vittorio II di Anhalt-Bernburg-Schaumburg-Hoym       |                                                 |  |  |       |  |  |                                |  |  |                                       |  |
|                                         |                                | Amalia di Nassau-Weilburg                            | Carlo Cristiano di Nassau-Weilburg              |  |  |       |  |  |                                |  |  |                                       |  |
|                                         |                                | Amalia di Nassau-Weilburg                            | Carlo Cristiano di Nassau-Weilburg              |  |  |       |  |  |                                |  |  |                                       |  |
|                                         |                                | Amalia di Nassau-Weilburg                            | Carolina d'Orange-Nassau                        |  |  |       |  |  |                                |  |  |                                       |  |
|                                         |                                | Amalia di Nassau-Weilburg                            |                                                 |  |  |       |  |  |                                |  |  |                                       |  |